# Legmeerstraat
De Legmeerstraat is een straat in de Hoofddorppleinbuurt in Amsterdam-Zuid, Amsterdam.

## Geschiedenis en ligging
De straat kreeg op 16 februari 1927 per raadsbesluit haar naam, een vernoeming naar de Legmeerplassen met het Legmeer, een vroegere veenplassengebied tussen Aalsmeer en Uithoorn. De straataanduiding was destijds inclusief het deel dat in 1930 tot Legmeerplein werd benoemd.
De straat begint in het noorden aan de Theophile de Bockstraat en loopt vervolgens zuidwaarts. Ze kruist de Weissenbruchstraat, raakt het Legmeerplein, loopt zuidwaarts verder. Net ten noorden van het Hoofddorpplein maakt ze een 90 graden hoek naar de Haarlemmermeerstraat en dat plein. De wijk laat een mengeling zien van straatnamen vernoemd naar kunstschilders zoals Jacob Maris en topografische aanduidingen.

## Gebouwen
De straat werd volgebouwd rond 1930. Het noordelijke gedeelte van de Legmeerstraat werd in november 2013 tot gemeentelijk monument verklaard. Het laatste deel (het dwarsliggende stuk naar de Haarlemmermeerstraat) werd ontworpen door architect Jo van der Mey en Co Franswa voor de huisnummers 82-84 en 83-89, Arend Jan Westerman tekende huis 81. In dit stukje Legmeerstraat staat ook een voormalig schoolgebouw ontworpen door de Dienst der Publieke Werken, de specifieke architect is onbekend; bouwtekeningen zijn ondertekend met DPW 11-1929. Ook deze school vertoont tekenen van de Amsterdamse School, in 2019 dient het gebouw tot moskee.
Van het middenstuk (tussen plein en de haakse hoek) zijn vooralsnog geen architectonische gegevens bekend.

## Gemeentelijk monument
Het gemeentelijk monument bestaat uit het stuk Legmeerstraat dat ligt tussen de Theophile de Bockstraat en de Weissenbruchstraat/Legmeerplein. Het monument omvat de volgende huisnummers:
- Legmeerstraat 1-37a met Theophile de Bockstraat 5, 7, 9 en Legmeerplein 1-5
- Legmeerstraat 2-40 met Theophile de Bockstraat 13 en 15 (nummer 11 zou op de plaats liggen van Legmeerstraat 2) en Weissenbruchstraat 8-14.

Het complex is ontworpen door architect Jordanus Roodenburgh en vertoont kenmerken van de verstrakte Amsterdamse Schoolstijl met invloed van het classicisme. De gebouwen op de hoeken lijken het geheel het uiterlijk van een poort mee te geven. Kenmerkend voor Roodenburgh zijn daarbij de diep liggende portieken en de afwisseling tussen baksteen en natuursteen op de begane grond. Opvallend is dat de portiekdeuren in een hoekige halve cirkel in de portiek zijn geplaatst; die vorm is terug te vinden in de portiekpoort. Alle panden dienen tot woning op de panden aan het plein na, daarin zijn op de begane grond winkels gevestigd.

## Afbeeldingen

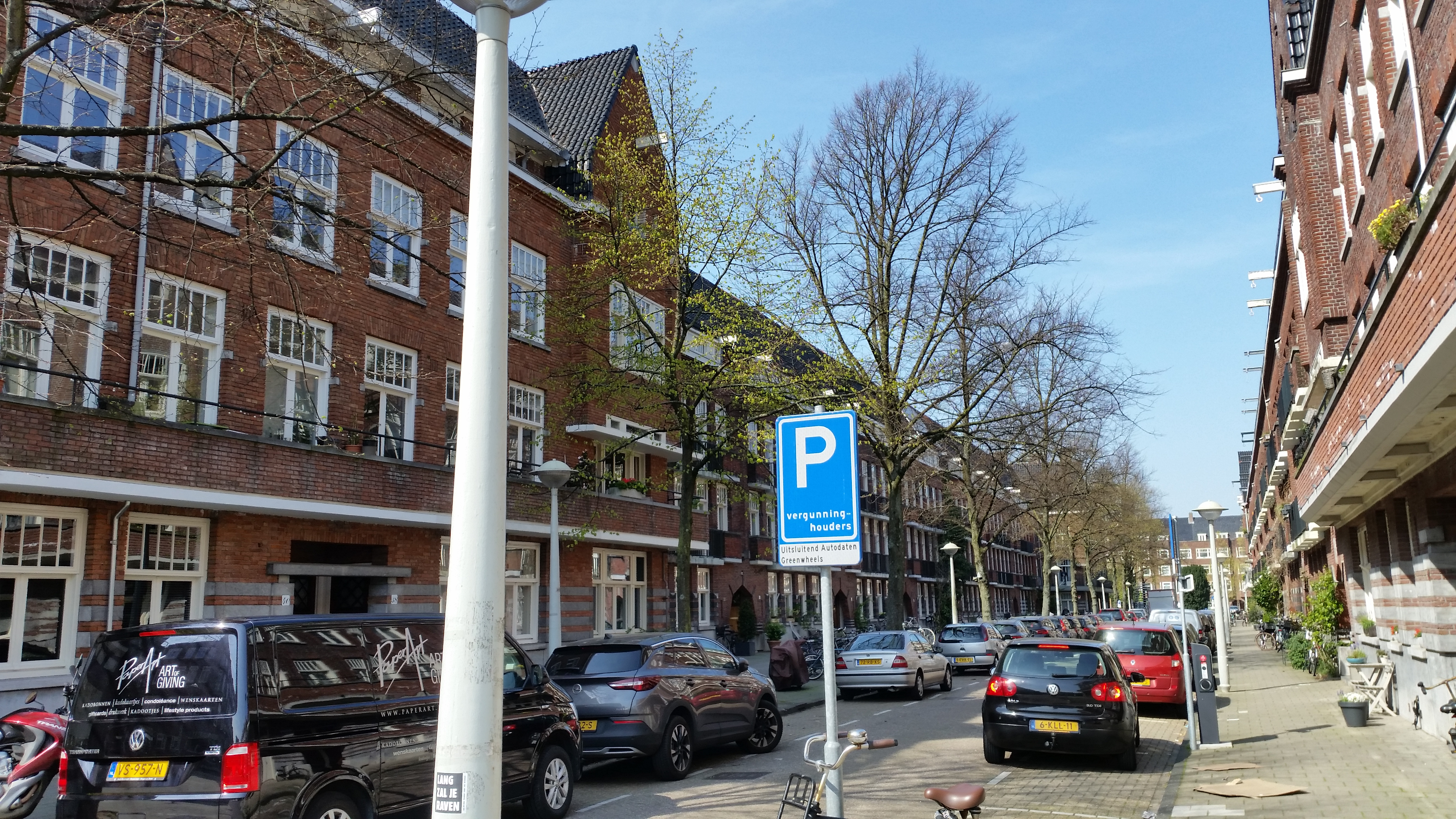
Legmeerstraat 2-40 (april 2019)
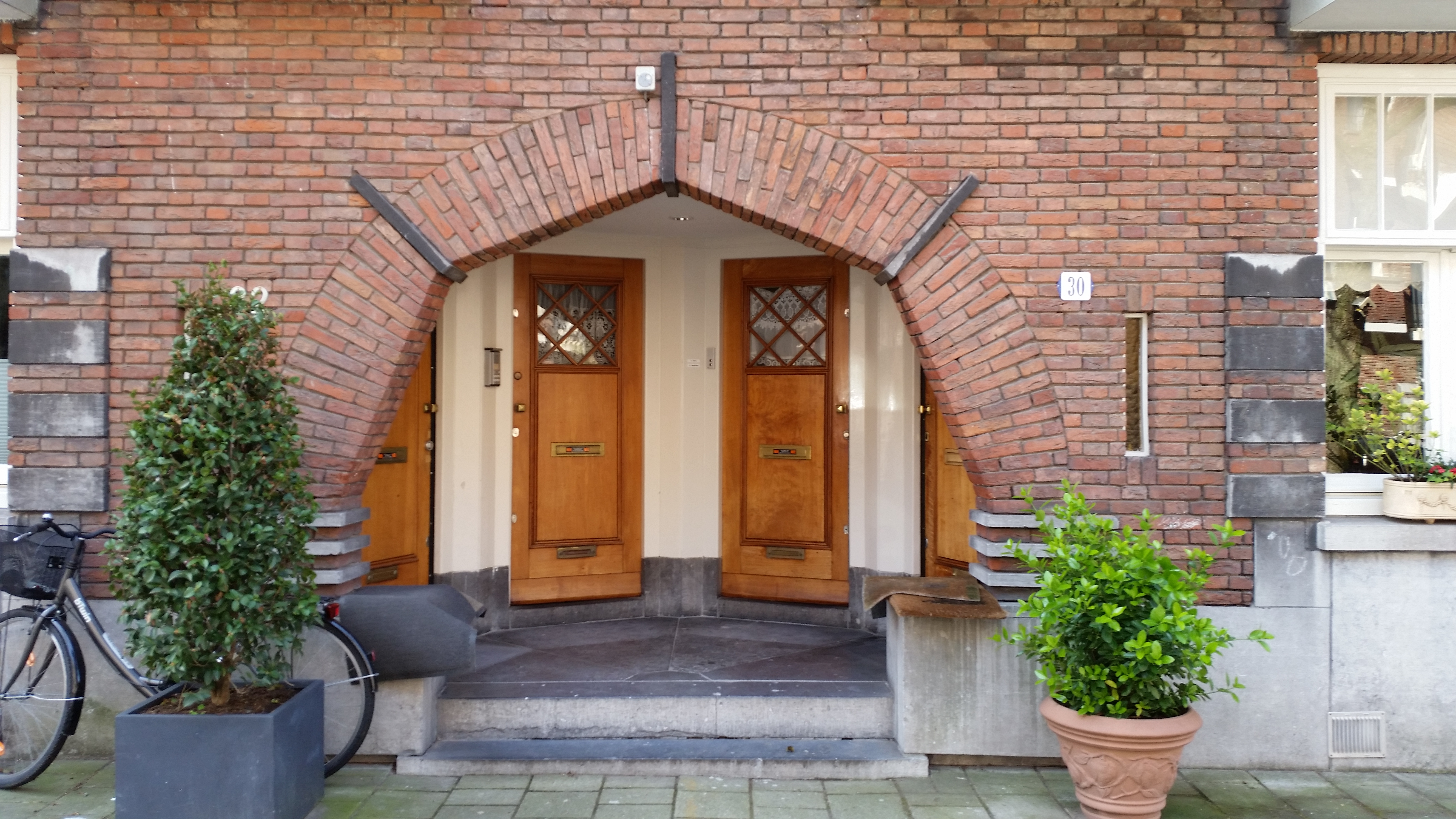
Portiek Legmeerstraat 30-32 (april 2019)
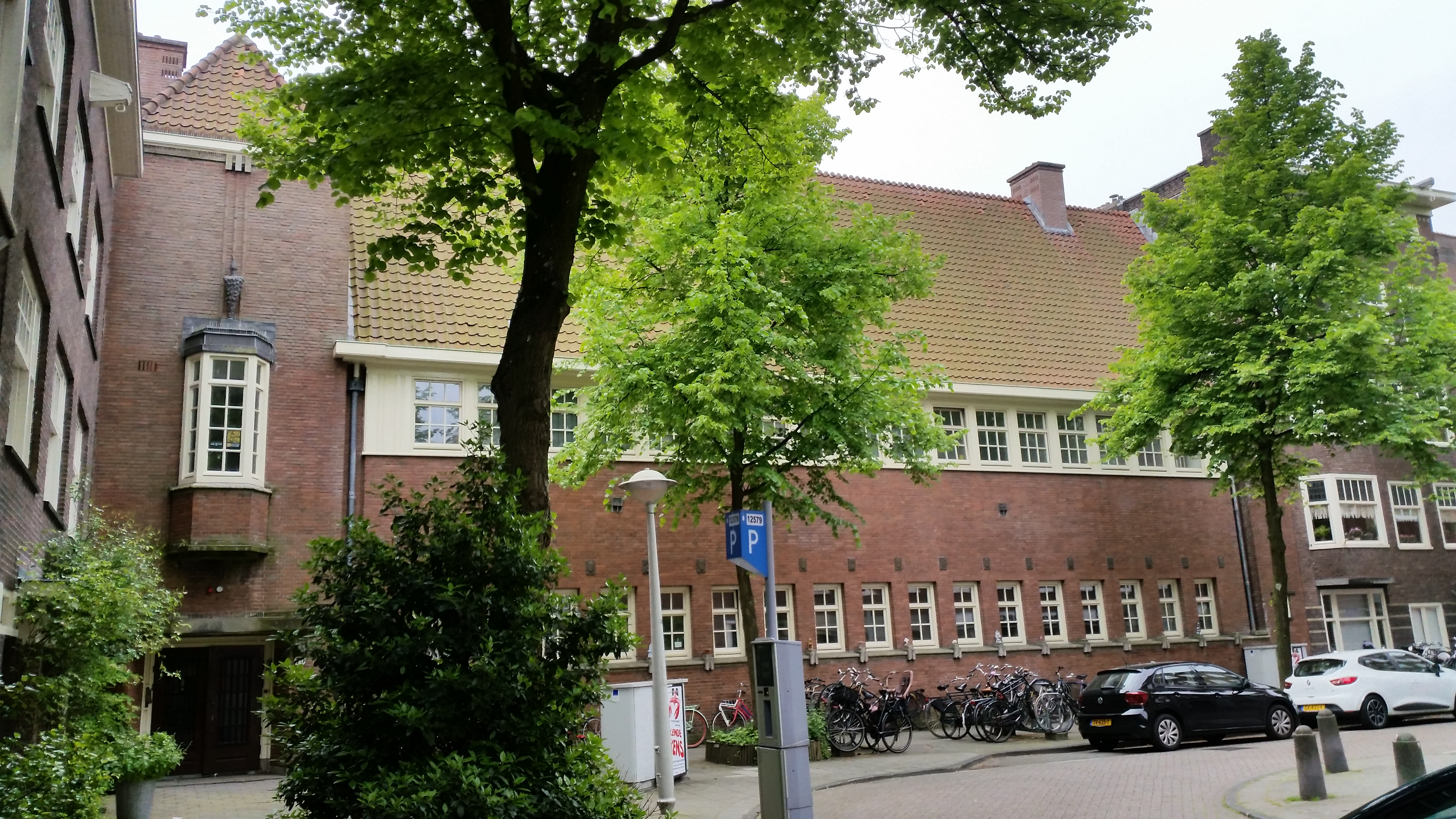
Legmeerstraat 79 (mei 2019)
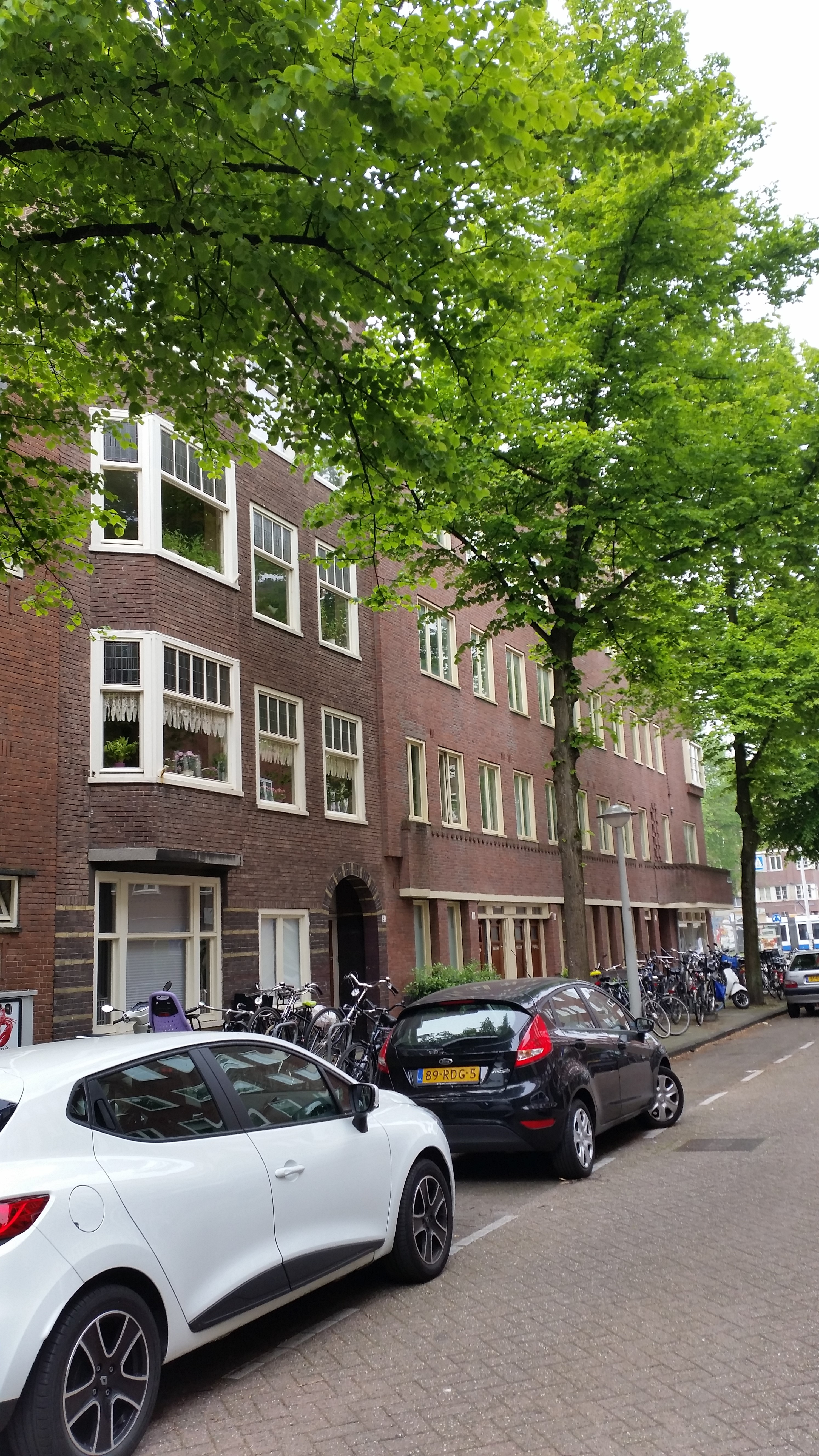
Legmeerstraat 81-89 (mei 2019)